# 리틀 빅
리틀 빅(Little Big)는 러시아의 밴드로, 2013년 상트페테르부르크에서 결성되었다.

## 음반 목록
- 2014: With Russia From Love
- 2015: Funeral Rave
- 2018: Antipositive, Pt. 1
- 2018: Antipositive, Pt. 2